# ألبيرتو ماسي
ألبيرتو ماسي (بالإيطالية: Alberto Masi) (2 سبتمبر 1992 بجنوة في إيطاليا - ) هو لاعب كرة قدم إيطالي في مركزي قلب الدفاع والدفاع. شارك مع منتخب إيطاليا تحت 20 سنة لكرة القدم ومنتخب إيطاليا تحت 21 سنة لكرة القدم. أما مع النوادي، فقد لعب مع نادي برو فيرتشيلي ونادي ترنانا ونادي سامبدوريا ويوفنتوس وUSD Lavagnese 1919 ‏.

## روابط خارجية
- ألبيرتو ماسي على موقع قاعدة بيانات كرة القدم.إي يو (الإنجليزية)
- ألبيرتو ماسي على موقع عالم كرة القدم.نت (الإنجليزية)